# Cryptotriton necopinus
Espèce
Cryptotriton necopinus est une espèce d'urodèles de la famille des Plethodontidae.

## Répartition
Cette espèce est endémique du département de Francisco Morazán au Honduras. Elle se rencontre dans le parc national Montaña de Yoro vers 1 800 m d'altitude.

## Publication originale
- McCranie & Rovito, 2014 : New species of salamander (Caudata: Plethodontidae: Cryptotriton) from Quebrada Cataguana, Francisco Morazán, Honduras, with comments on the taxonomic status of Cryptotriton wakei. Zootaxa, no 3795, p. 61-70.